# Tartas (rivière)
La Tartas (en russe : Тартас) est une rivière de Russie qui coule dans l'oblast de Novossibirsk. C'est un affluent de l'Om en rive droite. La rivière est donc un sous-affluent de l'Ob par l'Om d'abord puis par l'Irtych.

## Géographie
La longueur du Tartas est de 566 kilomètres. Son bassin s'étend sur quelque 16 200 km2.
Le Tartas prend sa source à plus ou moins 150 mètres d'altitude, dans les marais de Vassiougan, imposants marécages situés dans l'interfluve Ob-Irtych, au centre-sud de la plaine de Sibérie occidentale, dans la partie nord de l'Oblast de Novossibirsk, non loin de celui de Tomsk. Il naît à proximité des sources de la Kenga (constituant de droite du Parabel), et du Parbig (constituant de gauche de la Tchaïa).
Après sa naissance, la rivière s'oriente vers l'ouest. Elle coule d'abord grosso modo parallèlement à la rivière Tara, mais 30 à 40 kilomètres plus au sud. À mi-parcours, elle entame une large boucle qui lui fait prendre progressivement la direction du sud.
Le Tartas termine son cours en se jetant dans l'Om en rive droite, 21 kilomètres après avoir arrosé la petite ville de Vengerovo.

## Affluents
- L'affluent principal du Tartas est la rivière Izès qui conflue en rive droite.

## Gel et navigabilité
Le Tartas gèle au cours de la seconde quinzaine d'octobre ou de la première de novembre. Il reste pris dans les glaces jusque fin avril, voire début mai.
En dehors de cette longue période, la rivière est navigable sur plus ou moins 370 kilomètres.

## Hydrométrie - Les débits à Vengerovo
Le débit du Tartas a été observé pendant 59 ans (entre 1939 et 2000) à Vengerovo, localité située à 21 kilomètres de son confluent avec l'Om, et à une altitude de 95 mètres. 
Le débit inter annuel moyen ou module observé à Vengerovo durant cette période était de 21,2 m3/s pour une surface de drainage prise en compte de 16 200 km2, soit la totalité du bassin versant de la rivière.
La lame d'eau écoulée dans cette partie du bassin atteint ainsi le chiffre de 41 millimètres par an, ce qui est certes médiocre, mais correspond aux mesures effectuées sur les cours d'eau du bassin de l'Om et de manière plus générale sur la plupart des cours d'eau du sud et du sud-ouest de la plaine de Sibérie occidentale en Russie. 
Rivière alimentée en grande partie par la fonte des neiges, le Tartas est un cours d'eau de régime nival. 
Les hautes eaux se déroulent aux mois de mai et de juin, ce qui correspond à la débâcle de printemps et à la fonte des neiges. Au mois de juillet, le débit baisse fortement et cette baisse se poursuit en août. Par après la diminution du débit mensuel continue très progressivement jusqu'à la fin de l'automne. Puis il plonge à nouveau en décembre, ce qui constitue le début de la période des basses eaux. Celle-ci a lieu de décembre à mars inclus et correspond aux gels de l'hiver qui s'abattent sur toute la Sibérie. 
Le débit moyen mensuel observé en février (minimum d'étiage) est de 2,82 m3/s, soit plus ou moins 3 % du débit moyen du mois de mai (90,6 m3/s), ce qui souligne des variations saisonnières d'amplitude très élevées, même dans le contexte sibérien où les écarts sont souvent très importants. Ces écarts de débit mensuel peuvent être encore plus marqués d'après les années : sur la durée d'observation de 59 ans, le débit mensuel minimal a été de 1,10 m3/s en janvier 1968, tandis que le débit mensuel maximal s'élevait à 293 m3/s en juin 1941. Mais ce débit très élevé était tout à fait exceptionnel.
En ce qui concerne la période estivale, la plus importante car libre de glaces (de mai à septembre inclus), le débit minimal observé a été de 1,13 m3/s en août 1982, ce qui illustre le fait que des étiages sévères peuvent aussi se produire en été.  